# Belfast (Maine)
Belfast és la ciutat i seu del Comtat de Waldo a l'estat de Maine (EUA).

## Demografia
Segons el Cens dels Estats Units del 2000 Belfast tenia 6.381 habitants, 2.765 habitatges, i 1.692 famílies. La densitat de població era de 72,4 habitants per km².
Dels 2.765 habitatges en un 25,8% hi vivien nens de menys de 18 anys, en un 46,8% hi vivien parelles casades, en un 10,8% dones solteres, i en un 38,8% no eren unitats familiars. En el 31,5% dels habitatges hi vivien persones soles el 13,3% de les quals corresponia a persones de 65 anys o més que vivien soles. El nombre mitjà de persones vivint en cada habitatge era de 2,23 i el nombre mitjà de persones que vivien en cada família era de 2,77.
Per edats la població es repartia de la següent manera: un 20,9% tenia menys de 18 anys, un 7,5% entre 18 i 24, un 24,2% entre 25 i 44, un 27,3% de 45 a 60 i un 20% 65 anys o més.
L'edat mediana era de 43 anys. Per cada 100 dones de 18 o més anys hi havia 83 homes.
La renda mediana per habitatge era de 32.400 $ i la renda mediana per família de 43.253 $. Els homes tenien una renda mediana de 30.514 $ mentre que les dones 27.518 $. La renda per capita de la població era de 19.276 $. Entorn del 10% de les famílies i el 13,2% de la població estaven per davall del llindar de pobresa.

## Poblacions properes
El següent diagrama mostra les poblacions més properes.